# Bahnhof Manseibashi
Bahnhof Manseibashi (jap. 万世橋駅, Manseibashi-eki) ist der Name zweier ehemaliger Bahnhöfe im Bezirk Chiyoda der japanischen Hauptstadt Tokio. Einer war ein oberirdischer Bahnhof der staatlichen Eisenbahn, der andere ein U-Bahnhof der Tokioter U-Bahn. Sie liegen beidseits des Flusses Kanda bei der namensgebenden Manseibashi-Brücke. Ersterer war von 1912 bis 1919 die östliche Endstation der entlang dem Südufer verlaufenden Chūō-Hauptlinie, wurde 1943 stillgelegt und diente von 1936 bis 2007 als Standort eines Eisenbahnmuseums. Der U-Bahnhof an der Ginza-Linie nördlich des Flusses war nur von 1930 bis 1931 in Betrieb und wird auch als „Phantombahnhof“ bezeichnet. Beide werden heute ohne Halt von Zügen durchfahren.

## Bahnhof
Die private Bahngesellschaft Kōbu Tetsudō hatte 1889 den ersten Abschnitt der späteren Chūō-Hauptlinie von Tachikawa nach Shinjuku eröffnet und strebte danach, die Strecke weiter in Richtung Stadtzentrum zu verlängern. 1894 reichte sie bis nach Bahnhof Iidabashi, 1895 bis Bahnhof Iidamachi und 1904 bis nach Ochanomizu. Den geplanten Weiterbau nach Manseibashi im Stadtbezirk Kanda konnte die Kōbu Tetsudō nicht selber ausführen, da sie 1906 in staatlichen Besitz überging. Diese Aufgabe fiel dem Eisenbahnamt zu, dem späteren Eisenbahnministerium. Es nahm den neuen Kopfbahnhof am 1. April 1912 in Betrieb, der daraufhin sieben Jahre lang die östliche Endstation der Chūō-Hauptlinie war.
Das erste Empfangsgebäude war sehr repräsentativ. Ähnlich wie der damals noch im Bau befindliche Bahnhof Tokio war es nach Plänen von Tatsuno Kingo aus roten Backsteinen errichtet worden. Es verfügte über Wartehallen erster und zweiter Klasse, einen Speisesaal, eine Bar und einen Konferenzraum, ebenso über einen Frachtaufzug. Auf dem Platz vor dem Bahnhof verkehrte eine Linie der Straßenbahn Tokio. Mit der Verlängerung der Chūō-Hauptlinie zum Bahnhof Tokio am 1. März 1919 hatte Manseibashi nun den Status eines gewöhnlichen Durchgangsbahnhofs.
Beim Großen Kantō-Erdbeben am 1. September 1923 wurde der Bahnhof zerstört, an seine Stelle trat ein bedeutend schlichterer Neubau. Aufgrund der Inbetriebnahme der direkten Bahnstrecke zwischen Ueno und Tokio im Jahr 1925 sanken die Fahrgastzahlen in Manseibashi deutlich, zumal die Bahnhöfe Akihabara und Kanda nur wenige Minuten zu Fuß entfernt waren. Das Eisenbahnministerium, das seit 1921 neben dem Bahnhof Tokio das erste Eisenbahnmuseum Japans betrieb, verlegte die Sammlung am 25. April 1936 nach Manseibashi. Im November 1936 riss es das Empfangsgebäude ab und ersetzte es durch eine einfache Hütte, die als Büro für das Museum diente. Der Bahnhof wurde am 1. November 1943 stillgelegt und mit Ausnahme der für den Museumsbetrieb notwendigen Anlagen abgerissen.
Zwei Bronzestatuen auf dem Bahnhofsvorplatz stellten Takeo Hirose und Magoshichi Sugino dar, bedeutende Personen des Russisch-Japanischen Kriegs; sie wurden nach dem Ende des Pazifikkriegs entfernt. Nachdem das Museum von mehreren Amtsstellen betreut worden war, war ab 1971 die Kulturförderungsstiftung der Japanischen Staatsbahn dafür zuständig, ab 1987 die privatisierte Bahngesellschaft JR East. Wegen Platzmangels und alternder Anlagen musste das Museum am 14. Mai 2006 geschlossen werden. Die Sammlung ging an das im Oktober 2007 eröffnete Eisenbahnmuseum Saitama über. Im Juli 2012 begann die Umgestaltung des Geländes, wobei das ursprüngliche Backsteinviadukt die Basis des neuen Büro- und Ladenkomplexes Maach Ecute bildet, der im September 2013 eröffnet wurde. JR East gestaltete den früheren Inselbahnsteig in ein Café um, von wo aus die vorbeifahrenden Züge beobachtet werden können.

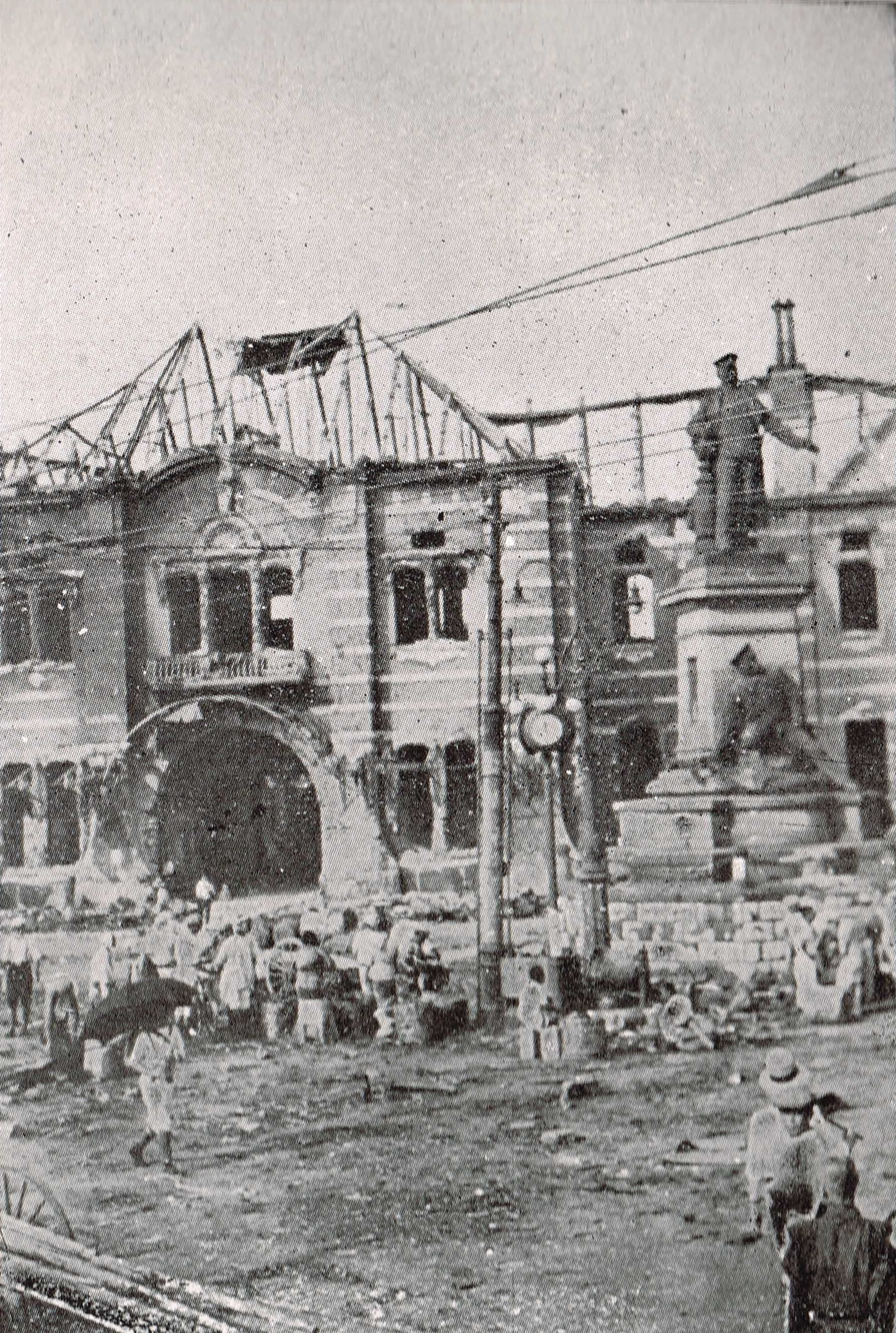
Zerstörung nach dem Großen Kantō-Erdbeben
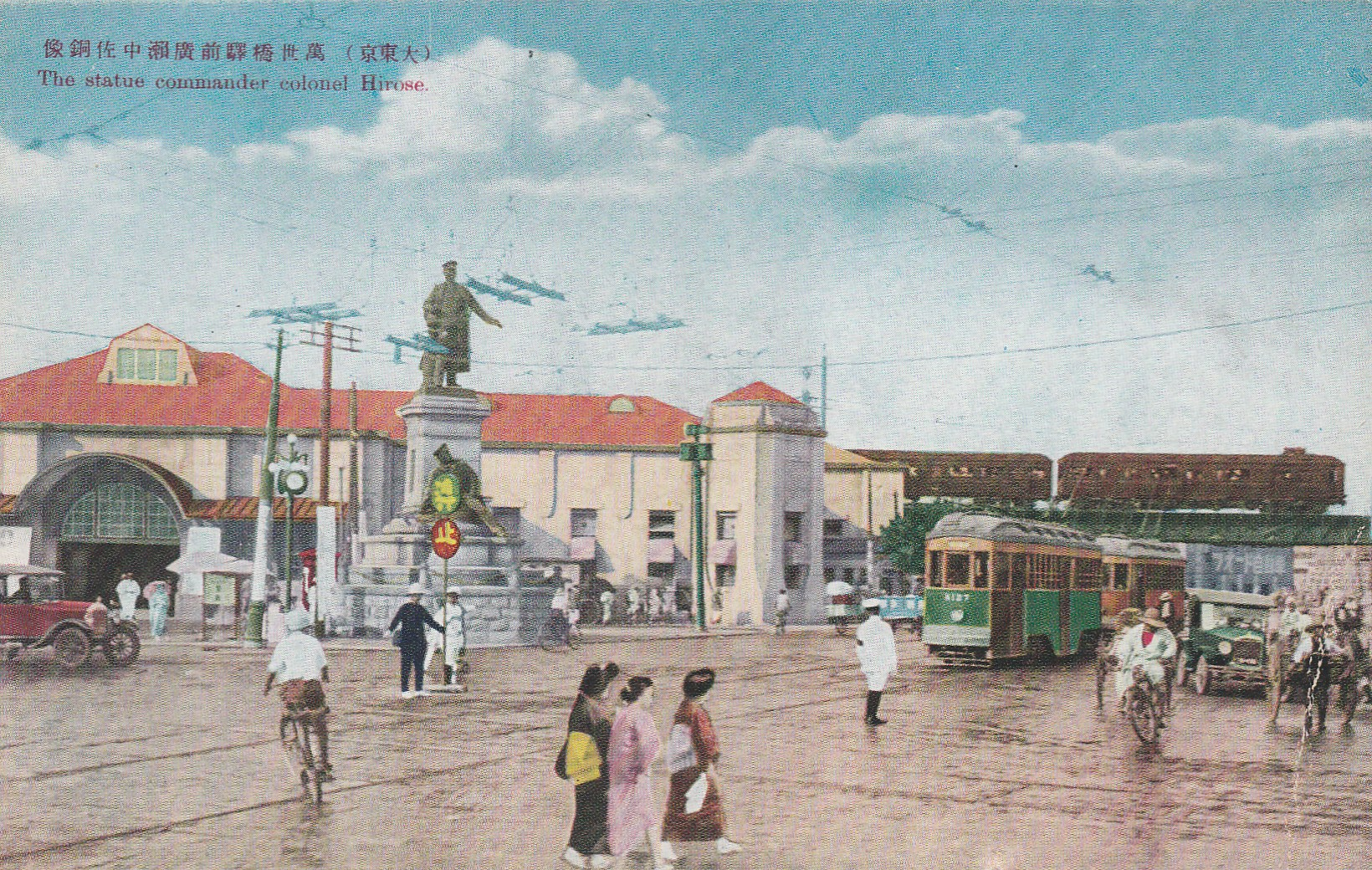
Wiederaufgebauter Bahnhof nach 1923
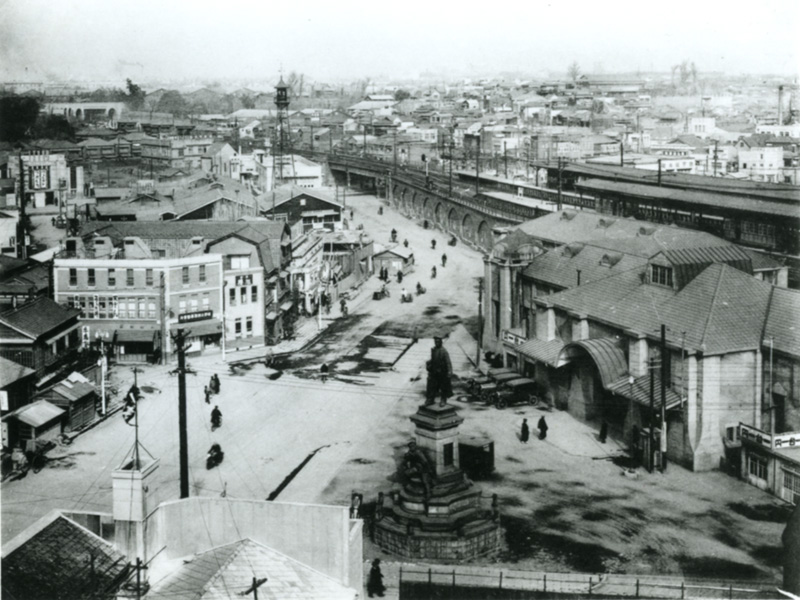
Der Bahnhof im Jahr 1925
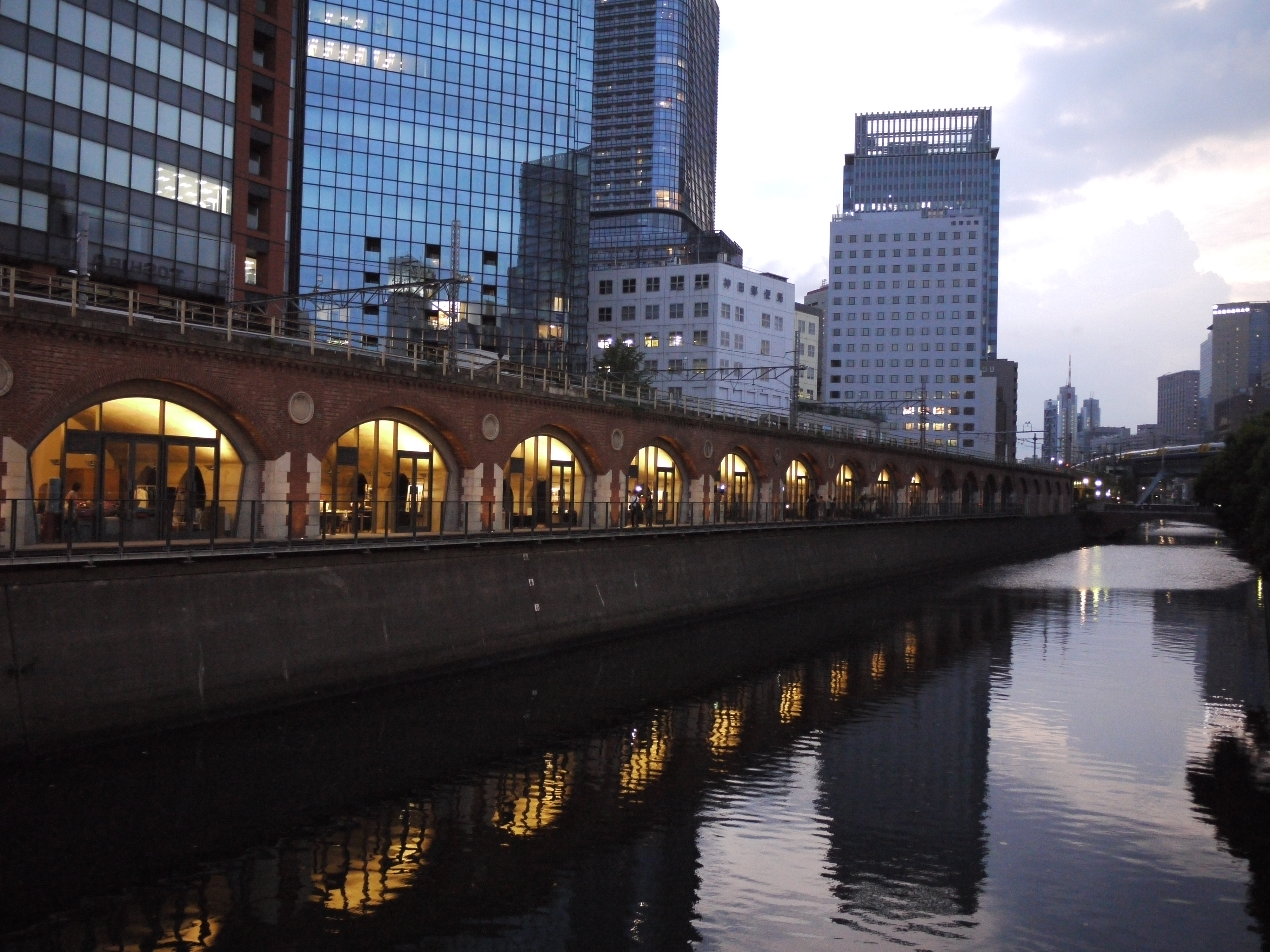
Umgestaltetes Viadukt
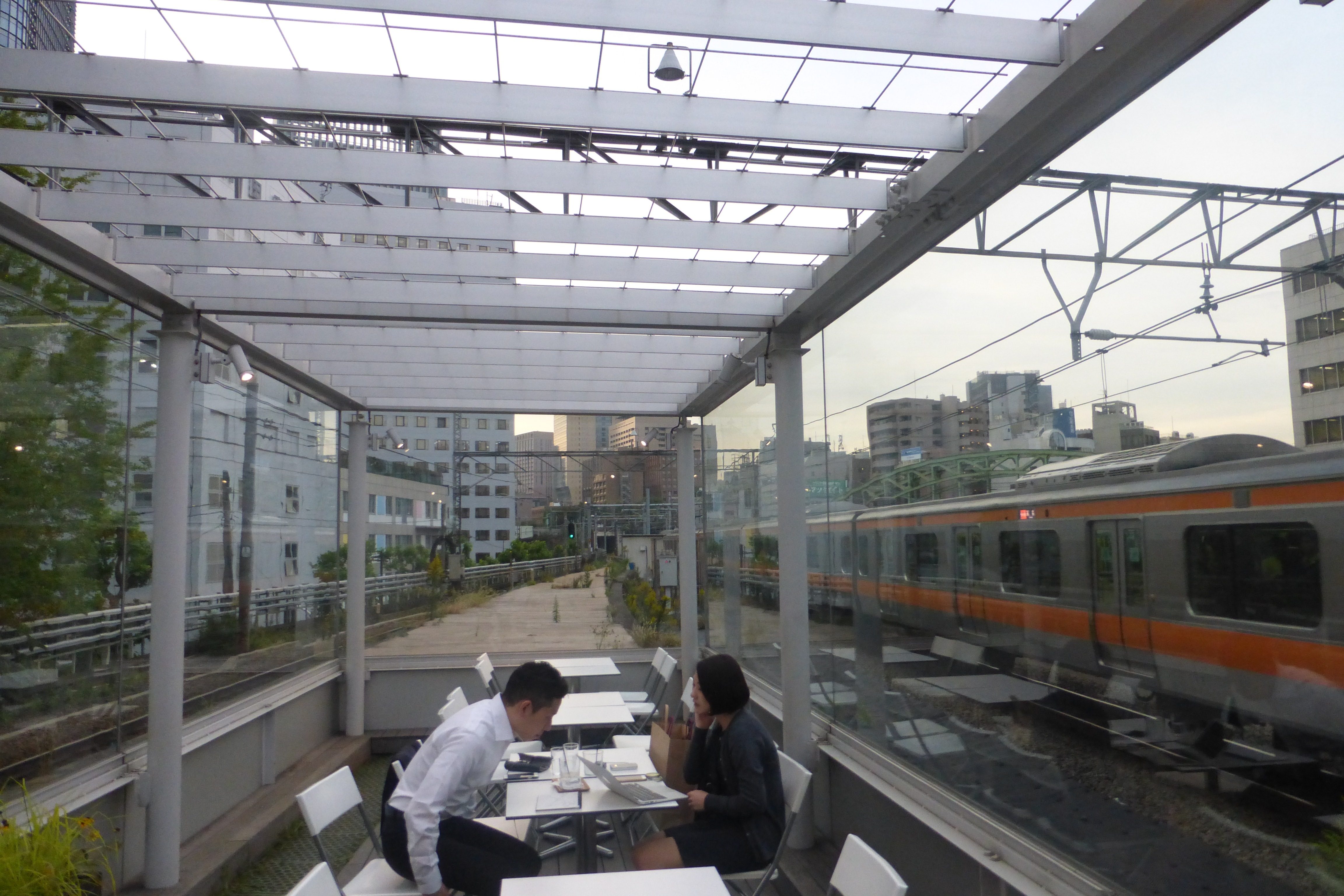
Café auf dem ehemaligen Bahnsteig

## U-Bahnhof
Der erste Abschnitt der Ginza-Linie zwischen Asakusa und Ueno – gleichzeitig die erste U-Bahn Asiens – ging am 30. Dezember 1927 in Betrieb. Zwei Jahre später erreichte der Tunnel das Nordufer des Kanda, doch die Unterquerung des Flusses erwies sich als schwieriger als erwartet. Um dennoch den bereits gebauten Teil des Tunnels nutzen zu können, wurde am 1. Januar 1930 der temporäre U-Bahnhof Manseibashi eröffnet. Dieser war jedoch aufgrund des Gefälles und der Kurvenlage der Strecke nur eingeschränkt nutzbar. Ab 21. November 1931 führte die Ginza-Linie einen halben Kilometer weiter bis zum Bahnhof Kanda, sodass der temporäre U-Bahnhof Manseibashi außer Betrieb genommen werden konnte.